# خودکشی زغال-سوز

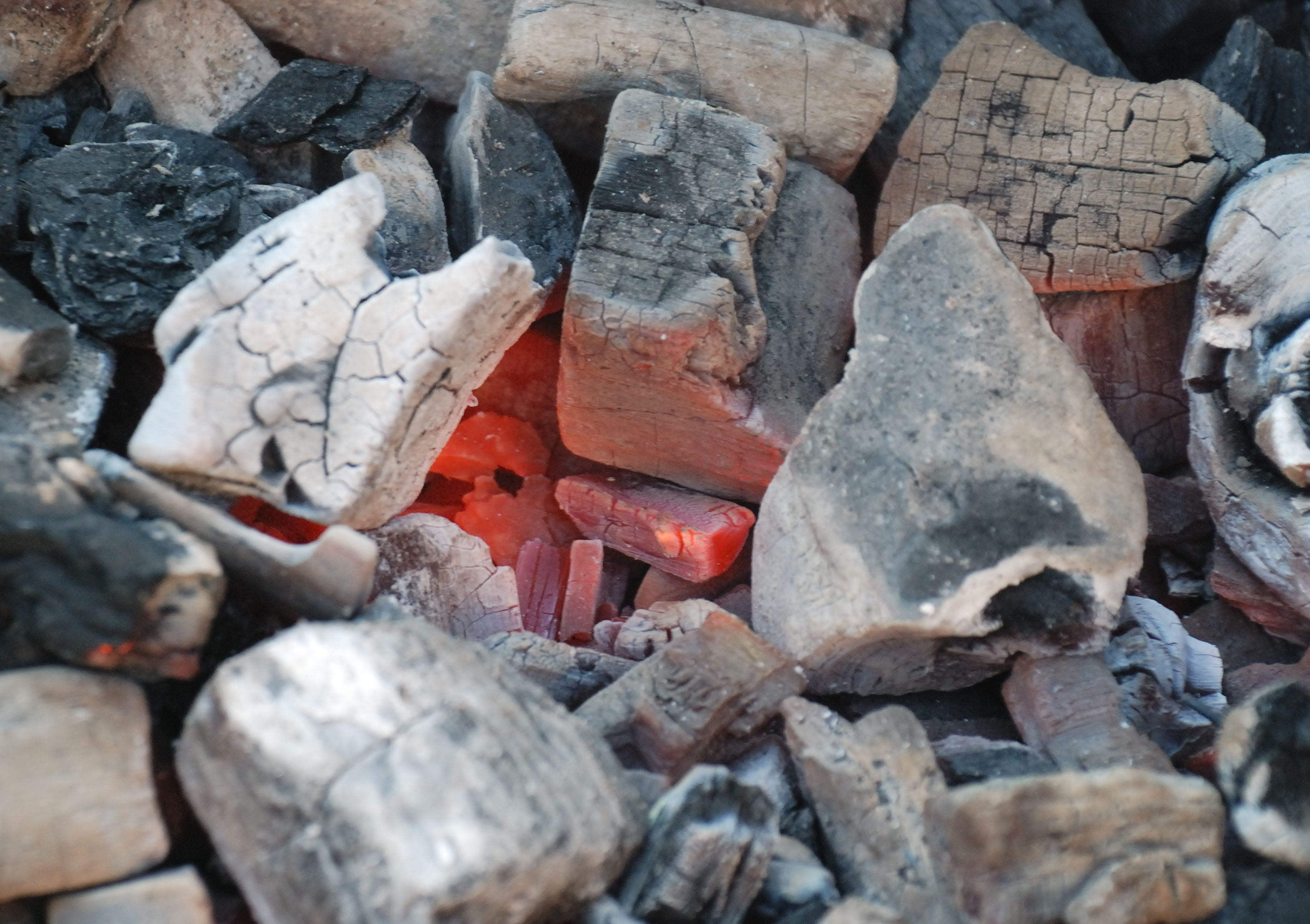

خودکشی زغال-سوز نوعی خودکشیست که با سوزاندن ذغالی در یک اتاق یا محوطه بسته روی داده و مرگ در اثر مسمومیت با مونوکسید کربن رخ می‌دهد.

## مکانیسم عمل
با سوختن زغال، غلظت کربن مونوکسید (CO) که در اثر احتراق ناقص کربن تولید می‌شود، به تدریج افزایش پیدا می‌کند. غلظت مونوکسید کربن حتی در اندازه ۱ در ۱۰۰۰ در صورت استنشاق در مدت دو ساعت می‌تواند کشنده باشد.

## تاریخ
یکی از اولین خودکشی‌ها با استنشناق ذغال ممکن است خودکشی سنکا (۶۵ پس از میلاد) و همچنین آمده برتوله، پسر کلود لوئیس برتوله باشد. این روش خودکشی همچنین در ادبیات قرن ۱۹ام مانند یهودی سرگردان یوژن سو پیدا می‌شود.

## حوادث
کیم جونگ هیون، یکی از اعضای سابق گروه کره ای شاینی، در هتلی مسکونی در ۱۸ام دسامبر سال ۲۰۱۷ بیهوش یافت شد. او بعداً در سن ۲۷ سالگی در آی سی یو فوت کرد. پس از کشف بقایای بریکت زغالی در ماهیتابه در محل حادثه، پلیس در نهایت مرگ او را خودکشی از طریق پیامک‌های قبلی ارسال شده به خواهرش اعلام کرد.